# L'Espion (film, 1909)

L'Espion (The Prussian Spy) est un film muet d'espionnage américain réalisé par D. W. Griffith, sorti en 1909.

## Synopsis
Une relation triangulaire entre un officier prussien et sa maîtresse avec un officier français.

## Fiche technique
- Titre : L'Espion
- Titre original : The Prussian Spy
- Réalisation et scénario : D. W. Griffith
- Société de production et de distribution : American Mutoscope and Biograph Company[1]
- Photographie : G. W. Bitzer
- Pays :  États-Unis
- Format[2] : Noir et blanc - Muet - 1,33:1 ou 1,37:1[3] - 35 mm[3],[4]
- Longueur de pellicule : 465 pieds (142 mètres[4])
- Durée : 5 minutes (à 16 images par seconde)[2]
- Genre : Film d'espionnage[3]
- Date de sortie : 1er mars 1909

## Distribution
Les noms des personnages proviennent de l'Internet Movie Database.
- Marion Leonard : Lady Florence
- Arthur V. Johnson : un soldat
- Owen Moore : l'espion
- Florence Lawrence : la domestique
- Mack Sennett : un soldat
- Harry Solter : Comte Lopes[3],[5]
- David Miles : un soldat[3],[5]

## Autour du film
Les scènes du film ont été tournées le 1er février 1909 dans le studio de la Biograph à New York.
À sa sortie, le film a été présenté sur la même bobine que His Wife's Mother.